# Kurt Friedrich (Jurist)
Kurt Friedrich (geb. 1. Mai 1902 in Sorau, Landkreis Sorau, Provinz Brandenburg; gefallen am 8. November 1943 nahe Luhanka (Ukraine)) war ein deutscher Jurist. Er war als Referent im Reichsjustizministerium für die Angelegenheiten des nationalsozialistischen Lagers „Hanns Kerrl“ für Rechtsreferendare in Jüterbog zuständig.

## Lebensweg
Friedrich war im Sommer 1921 Mitglied des – offiziell seit 1920 aufgelösten – Freikorps Roßbach, das 1921 an Kämpfen mit polnischen Verbänden in Oberschlesien beteiligt war. 1924 legte Friedrich sein erstes juristisches Staatsexamen an der Christian-Albrechts-Universität zu Kiel mit der Note „vollbefriedigend“ ab. Nach seinem Referendariat bestand er im Jahr 1928 sein zweites juristisches Staatsexamen in Berlin mit der Note „gut“. 1931 heiratete er; er wurde Vater von drei Kindern. Zum 1. September 1932 trat Friedrich in die NSDAP ein (Mitgliedsnummer 1.313.531). Während des Sommers 1933 wurde er Mitglied der SA. Ab Mitte September 1933 war Friedrich als Hilfsarbeiter im Preußischen Justizministerium unter Justizminister Hanns Kerrl tätig. Seit dieser Zeit war Friedrich direkt dem Präsidenten des Reichsjustizprüfungsamts, Otto Palandt, als Referent für die Angelegenheiten des Referendarlagers „Hanns Kerrl“ in Jüterbog unterstellt. Friedrich war persönlicher Referent des damaligen Justizstaatssekretärs Roland Freisler, der später Präsident des Volksgerichtshofes wurde. Ab Ende 1933 war Friedrich als nebenamtlicher Prüfer für Juristen tätig. Im Oktober 1933 war Friedrich als Amtsgerichtsrat am Amtsgericht Charlottenburg tätig, ab April 1935 beim Amtsgericht Berlin. Im November 1936 wurde Friedrich zum Kammergerichtsrat ernannt. Ab April 1939 war er Ministerialrat im Reichsjustizministerium. Mitte November 1939 wurde Friedrich zur Wehrmacht eingezogen. Er kämpfte, zuletzt als Oberleutnant der Reserve, in der Ukraine. Dort fiel er am 8. November 1943 östlich von Luhanka.